# Communauté de communes Plateau de Caux
Pour les articles homonymes, voir Caux (homonymie).
La communauté de communes Plateau de Caux (dénommée de 2017 à 2020 communauté de communes Plateau de Caux-Doudeville-Yerville) est une communauté de communes française, créée au 1er janvier 2017 et située dans le département de la Seine-Maritime en région Normandie.

## Historique
La loi portant nouvelle organisation territoriale de la République (Loi NOTRe) du 7 août 2015 prescrit, dans le cadre de l'approfondissement de la coopération intercommunale, que les intercommunalités à fiscalité propre doivent, sauf exceptions, regrouper au moins 15 000 habitants. 
Dans ce cadre, les deux communautés de communes contiguës qui n'atteignaient pas ce seuil, la communauté de communes d'Yerville-Plateau de Caux et la communauté de communes du Plateau de Caux-Fleur de Lin, ont été amenées à fusionner par un arrêté préfectoral du 1er décembre 2016 qui a pris effet le 1er janvier 2017, formant ainsi la communauté de communes Plateau de Caux-Doudeville-Yerville, qui prend en janvier 2020 la dénomination de Communauté de Communes Plateau de Caux[réf. nécessaire] .

## Territoire communautaire

### Géographie
Située dans le centre du département de la Seine-Maritime, la communauté de communes Plateau de Caux regroupe 40 communes et s'étend sur 252,5 km2.

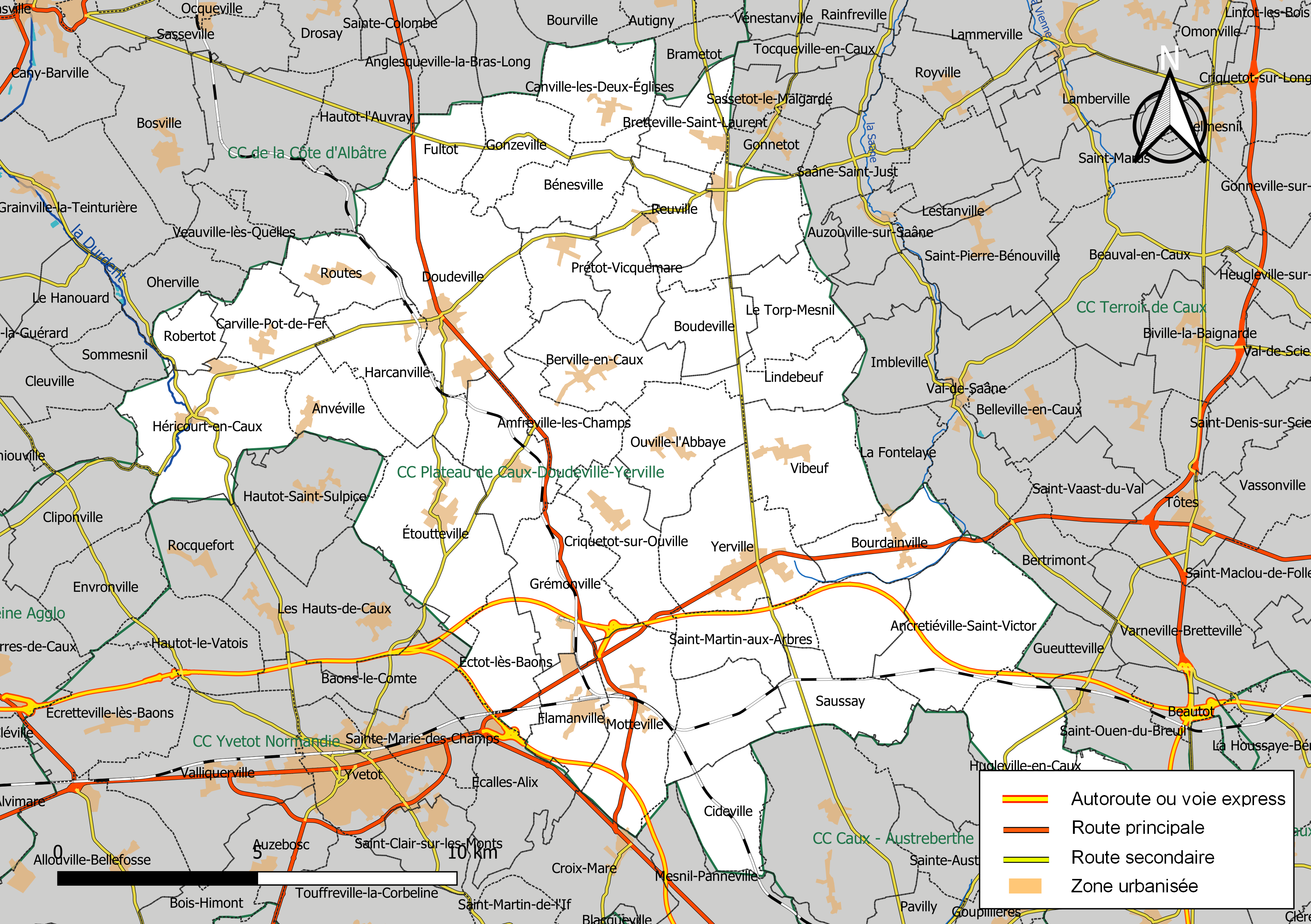
Carte de la communauté de communes Plateau de Caux-Doudeville-Yerville au 1er janvier 2019.

### Composition
En 2022, la communauté de communes est composée des 40 communes suivantes :

| Nom                        | Code Insee | Gentilé          | Superficie (km2) | Population (dernière pop. légale) | Densité (hab./km2) |
| -------------------------- | ---------- | ---------------- | ---------------- | --------------------------------- | ------------------ |
| Doudeville (siège)         | 76219      | Doudevillais     | 14,51            | 2 440 (2022)                      | 168                |
| Amfreville-les-Champs      | 76006      | Amfrevillais     | 4,6              | 190 (2022)                        | 41                 |
| Ancretiéville-Saint-Victor | 76010      | Ancretiévillais  | 11,54            | 374 (2022)                        | 32                 |
| Anvéville                  | 76023      | Anvévillais      | 4,23             | 298 (2022)                        | 70                 |
| Auzouville-l'Esneval       | 76045      | Auzouvillais     | 5,66             | 360 (2022)                        | 64                 |
| Bénesville                 | 76077      | Bénesvillais     | 5,51             | 162 (2022)                        | 29                 |
| Berville-en-Caux           | 76087      | Bervillais       | 6,72             | 709 (2022)                        | 106                |
| Boudeville                 | 76129      | Boudevillais     | 4,66             | 220 (2022)                        | 47                 |
| Bourdainville              | 76132      | Bourdainvillais  | 5,34             | 476 (2022)                        | 89                 |
| Bretteville-Saint-Laurent  | 76144      | Brettevillais    | 3,97             | 164 (2022)                        | 41                 |
| Butot                      | 76149      | Butotais         | 5,51             | 281 (2022)                        | 51                 |
| Canville-les-Deux-Églises  | 76158      | Canvillais       | 5,77             | 307 (2022)                        | 53                 |
| Carville-Pot-de-Fer        | 76161      | Carvillais       | 5,34             | 103 (2022)                        | 19                 |
| Cideville                  | 76174      | Cidevillais      | 5,37             | 423 (2022)                        | 79                 |
| Criquetot-sur-Ouville      | 76198      | Criquetotais     | 5,83             | 803 (2022)                        | 138                |
| Ectot-l'Auber              | 76227      | Ectotais         | 5                | 706 (2022)                        | 141                |
| Ectot-lès-Baons            | 76228      | Ectotais         | 4,92             | 398 (2022)                        | 81                 |
| Étalleville                | 76251      | Étallevillais    | 3,55             | 428 (2022)                        | 121                |
| Étoutteville               | 76253      | Étouttevillais   | 11,59            | 837 (2022)                        | 72                 |
| Flamanville                | 76264      | Flamanvillais    | 4,48             | 466 (2022)                        | 104                |
| Fultot                     | 76293      | Fultotais        | 3,72             | 246 (2022)                        | 66                 |
| Gonzeville                 | 76309      | Gonzevillais     | 4,83             | 121 (2022)                        | 25                 |
| Grémonville                | 76325      | Grémonvillais    | 8,27             | 447 (2022)                        | 54                 |
| Harcanville                | 76340      | Harcanvillais    | 7,48             | 525 (2022)                        | 70                 |
| Héricourt-en-Caux          | 76355      | Héricourtais     | 10,81            | 950 (2022)                        | 88                 |
| Hugleville-en-Caux         | 76370      | Huglevillais     | 9,45             | 420 (2022)                        | 44                 |
| Lindebeuf                  | 76387      | Lindebeuviens    | 4,62             | 383 (2022)                        | 83                 |
| Motteville                 | 76456      | Mottevillais     | 8,68             | 768 (2022)                        | 88                 |
| Ouville-l'Abbaye           | 76491      | Ourvillais       | 7,31             | 654 (2022)                        | 89                 |
| Prétot-Vicquemare          | 76510      | Prétotais        | 4,73             | 229 (2022)                        | 48                 |
| Reuville                   | 76524      | Reuvillais       | 4,37             | 149 (2022)                        | 34                 |
| Robertot                   | 76530      | Robertotais      | 2,45             | 217 (2022)                        | 89                 |
| Routes                     | 76542      | Routais          | 4,47             | 286 (2022)                        | 64                 |
| Saint-Laurent-en-Caux      | 76597      | Saint-Laurentais | 6,46             | 728 (2022)                        | 113                |
| Saint-Martin-aux-Arbres    | 76611      | Saint-Martinais  | 5,14             | 305 (2022)                        | 59                 |
| Saussay                    | 76668      | Saussayais       | 5,17             | 379 (2022)                        | 73                 |
| Le Torp-Mesnil             | 76699      | Torpois          | 5,47             | 454 (2022)                        | 83                 |
| Vibeuf                     | 76737      | Vibeufais        | 8,66             | 621 (2022)                        | 72                 |
| Yerville                   | 76752      | Yervillais       | 10,42            | 2 658 (2022)                      | 255                |
| Yvecrique                  | 76757      | Yvecriquais      | 5,97             | 629 (2022)                        | 105                |

### Démographie
| 1968   | 1975   | 1982   | 1990   | 1999   | 2010   | 2015   | 2021   |
| ------ | ------ | ------ | ------ | ------ | ------ | ------ | ------ |
| 12 999 | 13 316 | 15 479 | 16 805 | 17 581 | 19 976 | 20 994 | 21 264 |

## Organisation

### Siège
La communauté de communes a son siège à Doudeville, 2 place du général de Gaulle.

### Élus
La communauté de communes est administrée par son conseil communautaire, composé pour la mandature 2020-2026  de 56  conseillers municipaux représentant chacune des  communes membres et répartis de la manière suivante :

- 7 délégués pour Doudeville ;

- 6 délégués pour Yerville ;

- 2 délégués pour Héricourt-en-Caux, Criquetot-sur-Ouville, Motteville, Écouteville et Saint-Laurent-en-Caux ;

- 1 délégué ou son suppléant pour les autres communes, dont la population varie de 680 à 110 habitants.

Au terme des élections municipales de 2020 dans la Seine-Maritime, le conseil communautaire du 9 juillet 2020 a élu son nouveau président, Jean-Nicolas rousseau, maire d’Anvéville, ainsi que ses sept vice-présidents, qui sont, : 
1. Alain Petit, maire de Flamanville, chargé du développement économique et des travaux ;
2. Agnès Lalois, maire de Saint-Laurent-en-Caux. chargée de la petite enfancen des crêcjes et RAM ;
3. Séverine Gest, maire de Bourdainville, chargée du tourisme, des circulations douces et de la communation ;
4. Rémy Bonamy, maire de Saussay, chargé de France service, de l'habitat, du PCAET  et des randonnées ;
5. Thierry Louvel, maire de Yerville, chargé de l'aménagement du territoire, de l'urbanisme et du droit des sols ;
6. Daniel Durécu, maire de Doudeville, chargé de la redynamisation du commerce, GEMAPI, équipements de la communauté de communes ;
7. Daniel Beuzelin, maire de Grémonville, chargé des ordures ménagères.

Ensemble, ils forment le bureau de l'intercommunalité pour la mandature 2020-2026.

### Liste des présidents
| Période         | Période                       | Identité                 | Étiquette | Qualité |
| --------------- | ----------------------------- | ------------------------ | --------- | --- |
| 19 janvier 2017 | juillet 2020                  | Alfred Trassy-Paillogues | LR        | Maire de Yerville (1983 → ) Député de la Seine-Maritime (10e circ.) (1993 → 1997 et 2002 → 2012) Conseiller général d'Yerville (1982 → 2015) Conseiller départemental d'Yvetot (2015 → ) |
| juillet 2020    | En cours (au 8 décembre 2022) | Jean-Nicolas Rousseau    | UDI       | Agriculteur Maire d’Anvéville (2001 → ) Président de la CC Plateau de Caux-Fleur de Lin (2002 → 2016) Président du Syndicat mixte du Plateau de Caux Maritime (2020 → )                  |

### Compétences
L'intercommunalité exerce les compétences qui lui ont été transférées par les communes membres, dans les conditions déterminées par le code général des collectivités territoriales. Il s'agit de  :
- Aménagement de l’espace ;
- Actions de développement économique dont la promotion du tourisme ;
- Gestion des milieux aquatiques et prévention contre les inondations (GEMAPI) à compter du 1er janvier 2018
- Protection et mise en valeur de l‘environnement ;
- Politique du logement et du cadre de vie ;
- Création et gestion de Maisons de Services Au Public (MSAP) ;
- Petite Enfance ;
- Aménagement numérique ;
- Développement et valorisation des chemins de randonnées ;
- Mobilité ;
- Actions culturelles ;
- Coordination et pilotage d’actions destinées à dynamiser le commerce et l’artisanat ;
- Mise en œuvre de la Charte Paysagère à l’échelle du Pays.

### Régime fiscal et budget
La communauté de communes est un établissement public de coopération intercommunale à fiscalité propre.
Afin de financer l'exercice de ses compétences, la communauté de communes perçoit une fiscalité additionnelle aux impôts locaux des communes, avec fiscalité professionnelle de zone (FPZ ) et sans fiscalité professionnelle sur les éoliennes (FPE).
Elle ne verse pas de dotation de solidarité communautaire (DSC) à ses communes membres.

## Projets et réalisations
Conformément aux dispositions légales, une communauté de communes a pour objet d'associer des « communes au sein d'un espace de solidarité, en vue de l'élaboration d'un projet commun de développement et d'aménagement de l'espace ».